# Pontevedra CF
Der Pontevedra Club de Fútbol ist ein spanischer Fußballverein aus der galicischen Stadt Pontevedra. Der Klub spielt derzeit in der Segunda División B (Gruppe 1).

## Geschichte
Pontevedra CF wurde im Jahr 1941 durch die Fusion der bedeutendsten Vereine der Stadt, Eiriña und Alfonso CF, ins Leben gerufen. Der erste Aufstieg in die Primera División gelang 1963. Zwischen 1963 und 1970 bestritt man insgesamt sechs Spielzeiten in der Primera División und erreichte 1965/66 das beste Resultat der Klubgeschichte, den siebten Endrang.
Am 23. Januar 2006 vollzog der Klub, als einer der letzten im spanischen Profifußball, die Umwandlung in eine Sport-Aktiengesellschaft. Somit sind gegenwärtig nur noch Real Madrid, der FC Barcelona, Athletic Bilbao und CA Osasuna als traditionelle Vereine organisiert.

## Statistik
- Saisons in der Primera División: 6
- Saisons in der Segunda División: 9
- Saisons in der Segunda División B: 32
- Saisons in der Tercera División: 26
- Beste Platzierung in der Primera División: 7. (1965/66)